# Фадеевка (Костанайская область)
Фадеевка (каз. Фадеев) — село в Карабалыкском районе Костанайской области Казахстана. Входит в состав Станционого сельского округа. Находится примерно в 23 км к северо-западу от районного центра, посёлка Карабалык. Код КАТО — 395063400.

## Население
В 1999 году население села составляло 141 человек (77 мужчин и 64 женщины). По данным переписи 2009 года в селе проживало 108 человек (54 мужчины и 54 женщины).